# Crisi constitucional espanyola de 2017
La crisi constitucional espanyola de 2017 es refereix al conflicte polític i judicial entre el Govern Espanyol i la Generalitat de Catalunya per la preparació, l'organització i la crida al referèndum sobre la independència de Catalunya durant l'estiu i la tardor de 2017. Aquesta crisi va començar just després de l'aprovació per part del Parlament de Catalunya de la que es coneix com a Llei del Referèndum el 12 de setembre, quan el Tribunal Constitucional va suspendre-la en acceptar el recurs del 8 de setembre del govern espanyol de Mariano Rajoy. Aquesta admissió a tràmit i la suspensió de la llei van anar acompanyades de la suspensió de la llei de transitorietat jurídica i l'acceptació de la petició per tal que el Tribunal advertís més de 1.000 persones del fet que no podien col·laborar amb el referèndum. Aquests avisos incloïen tots els 947 alcaldes catalans i diversos alts càrrecs i directors generals. La resposta del president de la Generalitat Carles Puigdemont va ser la declaració que cap dels tribunals espanyols podrien evitar el referèndum de l'1 d'octubre i que els preparatius continuaven tirant endavant.

## Diverses fases de la crisi

### Suspensió i il·legalització de la llei de referèndum
A l'endemà de la publicació de la llei de referèndum al DOGC, el govern de Mariano Rajoy va presentar-hi recurs al Tribunal Constitucional juntament amb recursos contra el decret de convocatòria, contra el decret de mesures complementàries i contra l'acord del Parlament que designa la Sindicatura Electoral. En la petició també s'incloïa una petició a l'alt tribunal perquè advertís més de 1.000 persones que no podien col·laborar amb la preparació del referèndum. Aquestes persones advertides són els 947 alcaldes de Catalunya, tots els membres del Govern de Catalunya i diversos alts càrrecs.
Aquests recursos van ser admesos a tràmit pel Tribunal Constitucional el dia 13 de setembre i, per tant, la llei i els decrets van quedar suspesos i sense efecte. El Tribunal també va acceptar de notificar-ho als 947 alcaldes i alts càrrecs.
Abans d'acceptar aquests recursos, el tribunal va desestimar la recusació de tots els membres feta per la presidenta del Parlament Carme Forcadell. En canvi, el tribunal va acceptar la petició d'incident d'execució de sentència que també havia presentat l'executiu espanyol.
Finalment, el dia 17 d'octubre el tribunal constitucional va sentenciar per unanimitat que la llei de referèndum era inconstitucional i l'anul·lava. A la sentència el tribunal també considerava que la llei envaïa competències estatals sobre referèndums i «vulnera la supremacia de la Constitució, la sobirania nacional i la indissoluble unitat de la nació espanyola». El tribunal concloïa que el Parlament de Catalunya amb l'aprovació d'aquesta llei s'havia situat «al marge del Dret» i «que es nega a si mateix com a autoritat mereixedora d'acatament»

### Intervenció de les finances de la Generalitat
El dimarts 19 de setembre el ministeri d'hisenda espanyol va iniciar els tràmits pel control financer de la Generalitat de Catalunya assumint els pagaments dels serveis essencials i nòmines de la Generalitat enlloc de l'enviament d'uns 1.400 milions d'euros mensuals a la Generalitat. El primer tràmit va ser l'enviament d'una carta a entitats bancàries per que eviten qualsevol pagament que fos susceptible de «finançament d'actuacions il·legals, o contràries a las decisions dels tribunals».

### Actuació judicial i policial
A part de la intervenció del Tribunal Constitucional, altres jutjats de diferents instàncies van iniciar procediments relacionats amb la preparació del referèndum.

#### Primeres actuacions
El dia 8 de setembre el fiscal superior de Catalunya, José María Romero de Tejada, va presentar dues querelles al Tribunal Superior de Justícia de Catalunya (TSJC) contra el Govern i la Mesa del Parlament pels delictes de desobediència, prevaricació i malversació de fons públics, tal com havia anunciat el dia abans el fiscal general de l'estat José Manuel Maza. Aquestes querelles incloïen la petició de fiança per als membres del Govern així com una petició perquè s'enviés una notificació a tots els alcaldes de Catalunya perquè impedissin que es facilités «cap recurs personal o material, incloent-hi locals» per a la celebració del referèndum. També es demanava al tribunal que es notifiqués als directors de mitjans de comunicació catalans la prohibició d'inserir publicitat institucional o propaganda del referèndum.
Aquestes querelles van ser admeses pel TSJC el dia 14 de setembre sense acceptar la petició de fiança per als membres del Govern.
El mateix dia, el fiscal general de l'estat va enviar una instrucció al fiscal superior de Catalunya i als fiscals en cap de les províncies catalanes on s'ordenava que reclamessin als cossos de policia (Mossos d'Esquadra, Policia Nacional i Guàrdia Civil) que intervinguessin en la preparació del referèndum. Aquesta ordre incloïa intervenir els materials per a la seva preparació, com ara urnes, paperetes, sobres electorals, manuals per als membres de les meses, etc.

#### Investigacions als alcaldes
El dia 14 de setembre el fiscal general de l'estat va donar ordre als fiscals catalans perquè obrissin investigacions als 712 alcaldes que van signar el decret a favor del referèndum. En aquesta ordre també es manava als Mossos d'Esquadra que detinguessin els batlles que es neguessin a comparèixer. Diversos penalistes de prestigi van criticar aquesta decisió del fiscal, ja que segons el seu parer el cas ja el porta el jutjat d'instrucció número 13 de Barcelona i el Tribunal Superior de Justícia de Catalunya.
El mateix dia la Fiscalia Superior de Catalunya va presentar una querella contra els presidents de l'Associació Catalana de Municipis i Comarques (ACM) Miquel Buch i de l'Associació de Municipis per la Independència (AMI) Neus Lloveras per contribuir amb actes concrets a la promoció, l'organització i la celebració del referèndum i incorrent en els delictes de desobediència, prevaricació i malversació de cabals públics.

#### Requeriments a mitjans de comunicació
El 15 de setembre el Tribunal Superior de Justícia de Catalunya va notificar a diversos mitjans de comunicació públics i privats catalans que «s'abstinguin d'incloure en el seu mitjà propaganda o publicitat relativa al referèndum de l'1 d'octubre». Entre aquests mitjans hi havia El Nacional, Nació Digital, Directe.cat, El Punt Avui, Vilaweb, Racó Català, TV3 i Catalunya Ràdio. Les notificacions adreçades als directors de cada mitjà van ser entregades en mà per agents de paisà de la Guàrdia Civil. En algunes redaccions els agents van identificar redactors.
Dies després, el 19 de setembre el col·legi de periodistes de Catalunya van demanar la intervenció del Síndic de Greuges, Rafael Ribó, arran dels darrers esdeveniments que, al seu parer, posaven en perill la professió de periodista i la llibertat d'expressió i d'informació.

#### Blocatge a Internet
Amb la primera querella de la fiscalia superior de Catalunya contra el Govern del dia 8 de setembre al TSJC, ja es va incloure la petició de tancar les webs garanties.cat i la web on es podien inscriure els voluntaris, perquè, segons la fiscalia, incomplien les ordres del tribunal constitucional. El dia 13 de setembre un jutge va ordenar el tancament del domini referendum.cat (no el lloc web) hostatjat per l'empresa informàtica CDMon. Arran del tancament, van anar apareixent diferents dominis alternatius del lloc web, com ara ref1oct.cat o ref1oct.eu. Tot seguit el 15 de setembre es va ordenar tant a la Fundació puntCat com a diferents operadores (com ara Movistar o Vodafone) que bloquessin l'accés a aquests dominis. Diferents iniciatives col·lectives i individuals van anar documentant tècnicament com s'havien produït aquests blocatges per part de les operadores.
Paral·lelament diverses persones a títol individual van anar creant diferents dominis alternatius i rèpliques del lloc web del referèndum, tant en hostatges propis com a la mateixa infraestructura de Github. El dia 23 de setembre, des del TSJC es va autoritzar el blocatge de qualsevol lloc web que es publicités sense cap ordre judicial. Un jove de Burjassot havia estat escorcollat el dia abans per haver fet miralls del lloc web del referèndum i el dilluns 25 un altre jove fou citat a declarar, tot i que va negar-s'hi, per la publicació del domini marianorajoy.cat amb el contingut del lloc web del referèndum. Com a mínim 13 altres joves van estar citats també pels mateixos motius i es van negar a declarar.
El 25 de setembre comencen a blocar-se altres dominis de tercers de llocs web que afavorien la participació o implicació en el referèndum; en concret d'empaperem.cat, volemvotar.cat, de l'ANC i, el 26 de setembre, també d'Alerta Solidària. El 27 de setembre la Guàrdia Civil torna a actuar intervenint el domini cridademocracia.cat d'Òmnium, que en resposta canvia per un altre tot seguit. També tanca el domini prenpartit.cat de la CUP.
El divendres 29 de setembre la jutgessa Mercedes Armas demana a Google que retiri contingut referent al referèndum. Treballadors de l'empresa en una oficina de Barcelona van ser retinguts durant unes hores. En particular va estar afectat l'URL  https://play.google.cat/store/apps/details?id=cat.onvotar1oct.onpucvotar de l'aplicació d'Android On Votar 1-Oct.
Alguns dies després del referèndum sobre la independència de Catalunya organitzacions com l'Open Observatory of Network Interference (de la fundació rere Tor) o Qurium van publicar informes descrivint els mètodes de blocatge o les iniciatives d'atacs DDOS que van haver-hi.
Poques hores després de la declaració d'independència del 10 d'octubre, el web de l'Assemblea Nacional Catalana va ser clausurat.
Arran d'aquests fets hi va haver un interès creixent en eines per evitar aquests blocatges, sigui mitjançant l'ús de Xarxes privades virtuals (VPN), la xarxa Tor o aplicacions de missatgeria instantània com ara Signal o Briar.
El dia 3 de novembre va ser acceptada la denúncia davant la Comissió Europea feta per Pirates de Catalunya arran de la censura de webs del referèndum.

#### Dissolució de la Sindicatura Electoral Central
El dijous 21 de setembre el Tribunal Constitucional va aprovar per unanimitat imposar multes de fins a 12.000 euros diaris a cada un dels membres de la sindicatura i de 6.000 euros diaris als membres de les sindicatures territorials. Aquesta va ser la primera vegada que l'alt tribunal feia servir l'article 92.5 de la seva llei orgànica modificada l'any 2016.
A l'endemà, la sindicatura va quedar dissolta per tal d'evitar les multes als seus membres. Membres del Govern català van afirmar que la sindicatura ja havia fet bona part de la seva feina i la seva dissolució no afectava els preparatius del referèndum.

#### Control dels Mossos
La fiscalia superior de Catalunya va comunicar en una reunió el dia 24 de setembre als responsables de les forces de seguretat (Mossos, Guàrdia Urbana de Barcelona, Policia Nacional i Guàrdia Civil) que l'encarregat de coordinar tots els cossos amb presència a Catalunya seria el cap del gabinet de Coordinació i Estudis de la secretaria d'estat de Seguretat, el coronel de la Guàrdia Civil Diego Pérez de los Cobos. El major dels Mossos, Josep Lluís Trapero, va comunicar després que el cos continuaria complint les ordres de la fiscalia però que la policia catalana depèn de la Generalitat i instava que fos la Comissió de Coordinació Policial de Catalunya qui coordinés les operacions policials.
A l'endemà, la Generalitat va recórrer al Tribunal Superior de Justícia de Catalunya l'ordre de la fiscalia per al control dels Mossos. El dia 27 de setembre, la secció quarta de la Sala Contenciosa del TSJC va rebutjar el recurs, amb la qual cosa avalava l'ordre del fiscal i deixava el control de tots els cossos de seguretat a les mans del fiscal superior.

#### Tancament de col·legis electorals
En una diligència, la fiscalia superior de Catalunya el dia 27 de setembre ordenava als mossos d'esquadra que precintessin i evitessin l'obertura dels locals designats com a col·legis electorals a partir del divendres a la tarda, i que identifiquessin i desallotgessin qualsevol persona que s'hi oposés. A més, el fiscal demanava que hi hagués agents a tots els col·legis per a tal d'identificar els responsables de la creació de les meses i impedir-los l'entrada al col·legi i la formació de les meses electorals.
Per tal d'evitar problemes legals als directors de l'escoles que eren seu electoral, la consellera d'Ensenyament Clara Ponsatí va signar una resolució el dijous 28 on assumia tota la responsabilitat dels centres de votació fins a l'endemà del referèndum. La consellera de Treball, Afers Socials i Famílies Dolors Bassa va fer el mateix respecte a les seus electorals de la seva competència.
L'ordre de tancar les escoles va provocar una mobilització popular per impedir la clausura dels col·legis electorals, sobretot les escoles i els instituts. L'entitat Som Escola i els sindicats USTEC i UGT van engegar el dispositiu Escoles Obertes perquè la gent s'hi inscrivís i organitzés actes durant tot el cap de setmana amb l'objectiu de mantenir els centres oberts.

#### Jornada electoral
Durant la jornada de l'1 d'octubre, els diferents cossos policials van clausurar col·legis electorals repartits per tot el territori. Els mossos d'esquadra en la major part dels casos van constatar la impossibilitat d'actuar a causa de la gran quantitat de gent que hi havia convocada. Tot i això, els mossos van clausurar i requisar les urnes de fins a 140 col·legis electorals sense usar la violència.
Per la seva part, la Guàrdia Civil i la Policia Nacional van clausurar 92 escoles, cosa que va provocar a prop de 900 ferits de resultes de les càrregues policials davant les quals els votants van organitzar una resistència pacífica. La policia estatal en alguns casos va fer servir bales de goma, prohibides al territori català pel Parlament de Catalunya des del 30 d'abril del 2014. Un dels ferits va rebre un impacte en un ull i va quedar ferit de gravetat.
La violència usada per part de la Policia Nacional i la Guàrdia Civil amb l'objectiu de requisar les urnes i impedir el referèndum va provocar reaccions de condemna i repulsa de diverses organitzacions i particulars. L'ONG Human Rights Watch va publicar un informe on denunciava «l'ús excessiu de la força» per aturar el referèndum.
El 2 d'octubre, un acord de govern de la Generalitat va acordar engegar una Comissió especial sobre «la violació de drets fonamentals a Catalunya» arran dels successos de l'1 d'octubre amb l'objectiu de «documentar, determinar i difondre les violacions de drets fonamentals de les persones que s'hagin produït a Catalunya, a conseqüència de les accions i omissions imputables a les institucions i òrgans de l'Estat». Pocs dies després, el president del Tribunal Constitucional Carlos Lesmes va demanar al Fiscal General de l'Estat Eugenio López Álvarez que es duguessin a terme les mesures legals pertinents contra aquesta Comissió, ja que, segons el seu parer, es trencava la separació de poders d'un estat democràtic. Diverses associacions espanyoles de jutges i fiscals es van pronunciar en el mateix to.

#### Conflicte entre el TSJC i la Fiscalia
Tan bon punt van iniciar-se les activitats de la fiscalia, diversos actors van expressar els seus dubtes que aquesta institució actués segons els procediments correctes, ja que un jutjat havia agafat prèviament la investigació.
Finalment, el dia 29 de setembre, la magistrada del TSJC Mercedes Armas en una interlocutòria demanava a la fiscalia que cessés les seves activitats relacionades amb els fets corresponents a la celebració del referèndum citant l'article 773.2 de la llei d'enjudiciament criminal.
A diferència de la petició de la fiscalia, la magistrada només va demanar que s'impedís l'obertura dels col·legis electorals el diumenge 1 d'octubre i no pas durant tot el cap de setmana, com havia demanat la fiscalia. En canvi, en la seva ordre ampliava als tres cossos policials aquesta actuació en lloc de restringir-la només als mossos, com havia fet la fiscalia.

#### Denúncies per sedició

##### Contra membres d'ANC i Òmnium
Arran dels fets del 20 i 21 de setembre, la fiscalia va presentar denuncia per sedició a l'Audiència Nacional. La jutge d'aquest tribunal Carmen Lamela va acceptar a tràmit la denúncia el dia 27 de setembre i va ordenar a la Guàrdia Civil que iniciés les investigacions. Els denunciats per la fiscalia van ser Jordi Cuixart (Òmnium) i Jordi Sànchez (ANC).
Aquesta decisió va ser criticada per nombrosos juristes que consideren que l'Audiència Nacional no és competent per jutjar aquest tipus de delicte.
Tot i les crítiques, la magistrada de l'Audiència Nacional va citar a declarar, divendres 6 d'octubre, el major dels Mossos d'Esquadra Josep Lluís Trapero, la intendent dels Mossos Teresa Laplana i els presidents de les entitats sobiranistes Jordi Cuixart i Jordi Sànchez. En l'acte, la jutgessa diu que els actes ocorreguts els dies 20 i 21 de setembre podrien incórrer en delicte de sedició i es declara competent per jutjar-los, ja que els fets podrien atemptar contra els béns protegits i l'actual forma de govern i «mirar de canviar il·legalment l'organització territorial de l'Estat i declarar la independència d'una part del territori», la qual cosa infringiria «el principi de la unitat de la Nació espanyola».
Tots quatre investigats es van presentar davant la jutgessa (si bé la intendent va declarar per teleconferència), tot i que Jordi Cuixart (Òmnium) no va voler declarar argumentant que no reconeixia la competència del tribunal i Jordi Sànchez (ANC) només va respondre les preguntes del seu advocat. Tots els investigats van continuar en llibertat i sense cap altra mesura cautelar.
Els quatre investigats van ser requerits a declarar de nou a l'Audiència Nacional dilluns 16 d'octubre, ja que la Guàrdia Civil havia incorporat noves diligències a la causa, ampliant-la fins a les actuacions dels Mossos del dia 1 d'octubre, en què acusava el major dels Mossos d'«inacció flagrant». Després de declarar davant la jutgessa, tant la intendent Laplana com el major Trapero van quedar en llibertat amb mesures (retirada de passaport i compareixença cada 15 dies), i es va desestimar la petició de la fiscalia d'una multa de 40.000 € per a la intendent i de presó preventiva sense fiança per al major.
El mateix dia, i després de sentir la declaració de Jordi Cuixart i Jordi Sànchez, la jutgessa va decretar presó incondicional comunicada a tots dos pel delicte de sedició.

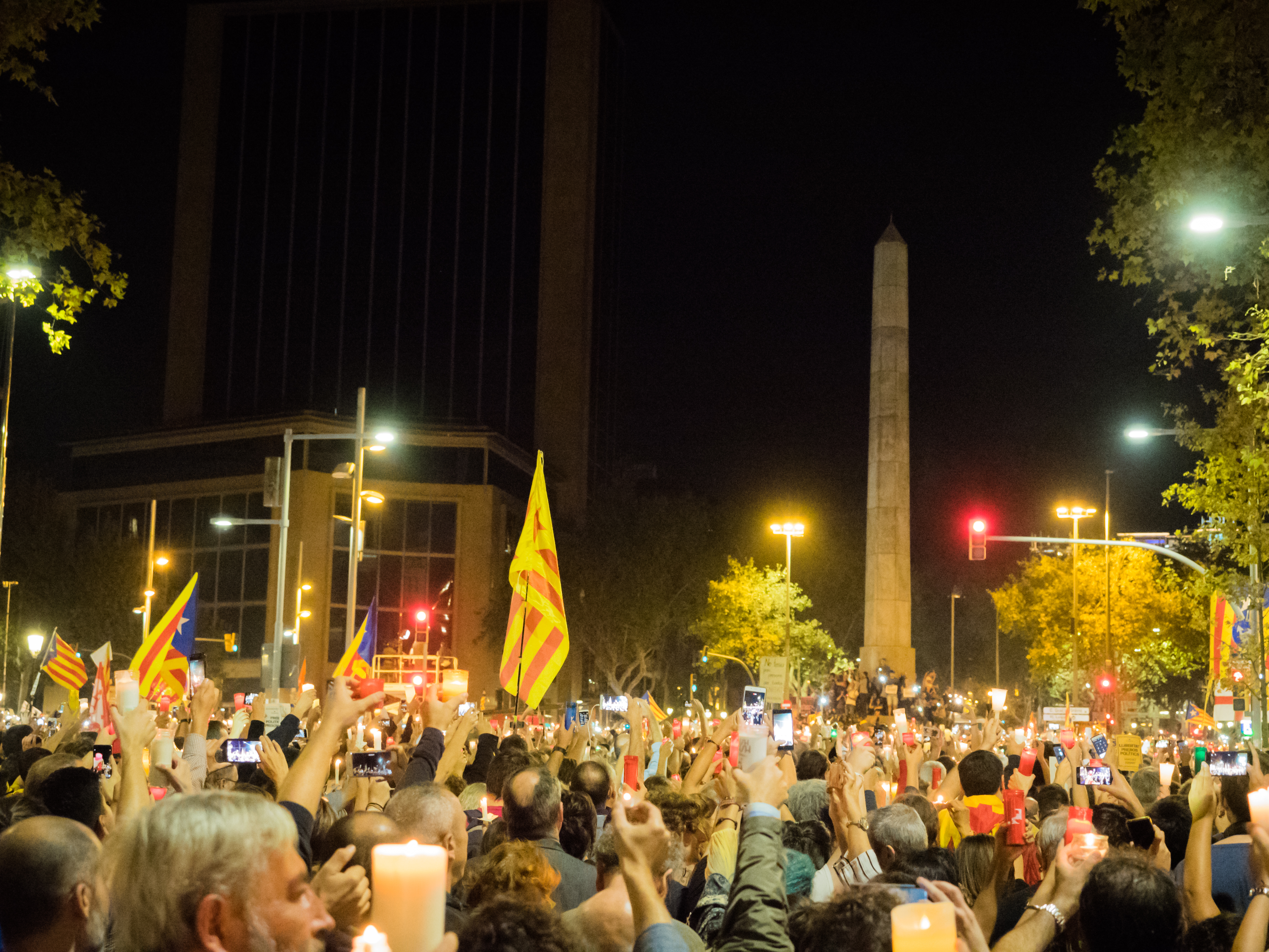
Manifestació del 17 d'octubre

A l'endemà es van celebrar concentracions silencioses a diferents localitats en què la gent duia espelmes, la més nombrosa de les quals fou a Barcelona, on es van concentrar més de 200.000 persones segons la Guàrdia Urbana, al tram de la Diagonal entre el passeig de Gràcia i la plaça de Francesc Macià. En aquesta concentració es va llegir un manifest en què es qualificava els detinguts com a «presos polítics» i se'n va demanar l'alliberament; després de la lectura del manifest es van fer 5 minuts de silenci.

##### Contra membres del Govern i la Mesa del Parlament
El dilluns 30 d'Octubre el fiscal general de l'estat, José Manuel Maza va presentar la querella contra els membres del Govern per haver proclamat la República el divendres anterior, dia 27. La querella anava contra Carles Puigdemont, Oriol Junqueras, Jordi Turull, Raül Romeva, Antoni Comín, Josep Rull, Dolors Bassa, Meritxell Borràs, Clara Ponsatí, Joaquim Forn, Lluís Puig, Carles Mundó, Santi Vila i Meritxell Serret. La querella es va presentar davant l'audiència nacional, ja que al haver-se aplicat l'article 155 de la constitució els membres del govern ja havien estat cessats i, per tant, no eren aforats. La querella els acusava de rebel·lió, sedició i malversació de fons públics. El fiscal no va demanar mesures cautelars de tipus presó o detenció per cap dels acusats, però si va demanar una fiança solidària de més de 6,2 milions d'euros.
També es va acusar dels mateixos delictes als membres de la Mesa del Parlament, Carme Forcadell, Lluís María Corominas, Lluis Guinó, Anna Simó, Ramona Barrufet i Joan Josep Nuet. En aquest cas, en ser membres de la diputació permanent del Parlament i, per tant, ser aforats, la querella es va enviar al Tribunal Suprem espanyol.
La querella a l'audiència nacional va recaure per repartiment a la jutgessa Carmen Lamela, que va acceptar-la i va citar als acusats a declarar els dies 2 i 3 de novembre. També els imposava la fiança que havia demanat la fiscalia, donant-los un termini de 3 dies per dipositar-la. Diversos membres del Govern català van declarar en roda de premsa que alguns d'ells (Carles Puigdemont, Clara Ponsatí, Antoni Comín, Lluís Puig i Meritxell Serret) no anirien a declarar i que proposarien fer-ho per videoconferència des de Brussel·les. El mateix dia 2, després de sentir les declaracions de tots els investigats que es van presentar, la jutgessa va ordenar presó incondicional per tots ells, excepte Santi Vila que li va imposar una fiança de 50.000 €. Aquest últim va sortir de la presó a l'endemà després de fer efectiva la fiança.
El Tribunal Suprem també va acceptar la querella i va citar a declarar els acusats els mateixos dies 2 i 3 de novembre. En aquest cas tots els investigats van anar a declarar davant el tribunal. El mateix dia 2 el tribunal va concedir posposar les declaracions una setmana per donar temps a les defenses, ja que les citacions havien estat fetes amb molt poc temps.
Davant la incompareixença dels membres del govern que estaven a Brussel·les, la jutgessa de l'audiència nacional va ordenar la cerca i captura nacional i internacional i va emetre una euroordre per la detenció d'aquests membres. Tots cinc imputats per rebel·lió, sedició, malversació, prevaricació i desobediència. La jutgessa també va demanar el seu ingrés a presó sense fiança alhora que negava l'opció de declarar per videoconferència, com havien demanat els acusats.
El diumenge 5 de novembre, els membres del govern a Brussel·les es van presentar voluntàriament per declarar davant la justícia belga. Després de recollir les seves declaracions durant tot el dia, el jutge d'instrucció va decretar la posada en llibertat de tots cinc i la impossibilitat d'abandonar Bèlgica fins que es decidís sobre la seva extradició.
El dijous 9 de novembre, els membres de la mesa del parlament, que havien ajornat la seva declaració del dia 2, van comparèixer i van declarar davant el jutge instructor del tribunal suprem Pablo Llarena. Després de sentir les declaracions, els va decretar presó sota fiança de 150.000 € per Forcadell, una fiança de 25.000 € per Corominas, Guinó, Simó i Barrufet i llibertat sense cap fiança per Nuet tots ells acusats de rebel·lió, sedició i malversació.
Davant la impossibilitat de fer el pagament de la fiança immediatament, Carme Forcadell va ingressar a la presó d'Alcalá Meco. La resta d'acusats van tenir una setmana per fer l'ingrés de la fiança. La fiança es va dipositar a l'endemà i va sortir de la presó després d'haver-hi passat una nit.
A mitjans de novembre, el jutge del Tribunal Suprem va demanar a la jutgessa Carmen Lamela un informe per tal d'iniciar els tràmits per acumular tots dos processos en el Tribunal Suprem. La jutgessa no s'hi va oposar, considerant que els delictes son connexos i que per tant, calia que un sol tribunal jutgés el cas. Al haver-hi investigats que son aforats, el cas només podria recaure al Tribunal Suprem. En canvi, la fiscalia de l'Audiència Nacional va emetre un informe indicant la seva negativa a aquesta acumulació, argumentant que no hi havia cap precepte processal que així ho indiqués i per evitar una macrocausa tot i reconèixer la connexió entre investigats pels dos tribunals.
El 24 de novembre es va informar que el Tribunal Suprem acumularia les dues causes en una de sola, ajuntant així les dues causes obertes. Així, el jutge Llarena procedia a investigar als sis membres de la Mesa del Parlament, els catorze membres del govern i els dos presidents de les entitats sobiranistes. El Suprem va decidir deixar en mans de l'Audiència Nacional la investigació del major dels mossos Josep Lluís Trapero i l'intendent Teresa Laplana.
El 4 de desembre, el jutge del suprem Pablo Llarena va decretar presó amb fiança de cent mil euros i mesures preventives de presentar-se cada setmana al jutjat als ex-consellers Carles Mundó, Raül Romeva, Jordi Turull, Josep Rull, Dolors Bassa i Meritxell Borràs. Tots ells van quedar en llibertat el mateix dia a la tarda després de dipositar la fiança. El jutge va decidir mantenir a la presó al vicepresident Oriol Junqueras, l'ex-conseller Joaquim Forn i els dirigents de l'ANC i Òmnium Jordi Sànchez i Jordi Cuixart.
A l'endemà, el jutge del Suprem va retirar l'euroordre de detenció dels cinc encausats que estaven a Brussel·les.D'aquesta manera el jutge evitava que la justícia belga hagués de pronunciar-se sobre l'extradició i pogués retirar algun dels càrrecs dels que s'acusava a l'ex-govern. El jutge no va retirar l'ordre de detenció nacional emesa en el seu moment per l'Audiència Nacional.

#### Contra diputats i altres càrrecs
El 22 de desembre de 2017, el jutge Pablo Llarena va escriure una interlocutòria on ampliava els investigats per delicte de rebel·lió a l'ex-president de la Generalitat Artur Mas, la secretària general d'ERC, Marta Rovira, les ex-diputades de la CUP Mireia Boya i Anna Gabriel, la coordinadora general del PDeCAT Marta Pascal i la presidenta de l'Associació de Municipis per la Independència, Neus Lloveras.
El mateix dia la Fiscalia General de l'Estat va demanar que se citessin com investigats al llavors Major dels Mossos Josep Lluís Trapero i l'exsecretari general de Vicepresidència Josep Maria Jové.

##### Reaccions
Un centenar de professors de Dret Penal van firmar un manifest crític amb la magistrada de l'audiència nacional i la fiscalia. El manifest va ser promogut pels catedràtics de Dret Penal Javier Álvarez i María Luisa Maqueda, de la Universitat Carles III i Universitat de Granada. En aquest manifest els professors negaven la competència del tribunal per jutjar aquests possibles delictes, així com negaven la natura dels delites en ells mateixos, donat l'absència de violència ni va succeir cap aixecament tumultuari. En el manifest també es deia que «múltiples delictes, que han de ser investigats i, en el seu cas, sancionats conforme al que exigeix el nostre ordenament penal».

#### Ple sobre el Referèndum al Parlament
El 4 d'octubre, els partits sobiranistes Junts pel Si (JxS) i la CUP van registrar la petició de compareixença del president de la Generalitat en un ple que havia de tenir lloc dilluns 9 d'octubre. Segons la llei de referèndum, el Parlament de Catalunya hauria de proclamar la independència abans de 48 hores després de la proclamació oficial dels resultats.
La mesa del Parlament va acceptar la petició per convocar el ple per al 9 d'octubre, tot i que la convocatòria encara no estava signada per la presidenta del Parlament i, per tant, el ple no estava convocat formalment. A aquesta decisió de la mesa del Parlament, els lletrats de la institució van advertir que la mesa té el deure de paralitzar qualsevol iniciativa que anés en contra de les decisions del Tribunal Constitucional, i que la llei de referèndum estava suspesa per aquest tribunal. En l'escrit, els lletrats advertien que tramitar o aprovar una declaració formal d'independència o qualsevol aplicació de les lleis de referèndum o de transitorietat anava en contra de les resolucions del Tribunal Constitucional i que això podria comportar l'exigència de responsabilitats als membres de la Mesa.
A l'endemà, el PSC va presentar un recurs d'empara davant el Tribunal Constitucional perquè aturés el ple convocat, ja que, segons van declarar, aquest ple vulneraria els drets dels diputats i no podrien ser reparats amb posterioritat. El tribunal va acceptar el recurs i va suspendre el ple del dia 9, tot i que formalment no estava convocat.
Davant aquesta suspensió preventiva, els 76 diputats del bloc sobiranista format per JxS i la CUP i de Catalunya Sí que es Pot van presentar una demanda al Tribunal Europeu de Drets Humans, ja que, segons el seu escrit, aquesta suspensió implica una greu infracció de drets fonamentals.

#### Peça separada secreta
El dia 11 de gener del 2018, el magistrat instructor del Tribunal Suprem Pablo Llarena obria una peça separada que va declarar secreta per un període de quinze dies, segons va fer constar en una providència emesa l'endemà, de la qual se'n van fer ressò els mitjans de comunicació el dia 16.
L'obertura d'aquesta nova peça separada estaria relacionada amb sol·licituds de la policia judicial, en aquest cas la Guàrdia Civil, per poder punxar determinats telèfons i també amb preparatius per a noves entrades en despatxos i domicilis d'investigats i col·laboradors. De fet, dimecres 24, en l'àmbit d'aquesta peça i just al límit del seu període secret, es van produir escorcolls o requeriments d'informació en les seus de l'ANC, d'Òmnium i del CTTI.

### Fuita d'empreses
Amb motiu de la inestabilitat jurídica derivada del procés independentista i de la celebració el referèndum, diverses empreses van canviar la seva seu social de Catalunya a diverses zones d'Espanya, mentre que d'altres van denunciar pressions polítiques i monàrquiques per motivar-les a canviar la seu.
Per tal d'afavorir aquest canvi per part de les empreses, el govern espanyol va aprovar un decret en què permetia el trasllat de les empreses que ho aprovessin en el seu consell d'administració en lloc d'haver d'aprovar-se per part de la junta d'accionistes, encara que els seus estatuts establissin que fos la junta qui havia de prendre aquest tipus de decisions. Aquesta mesura va permetre que grans empreses com CaixaBank o Gas Natural poguessin fer el canvi de seu de forma ràpida.

### Declaració d'independència
Durant una compareixença a petició pròpia al Parlament el dia 10 d'octubre, el president Carles Puigdemont va manifestar: «Assumeixo, en presentar-los els resultats del referèndum davant del Parlament i dels nostres conciutadans, el mandat que Catalunya esdevingui un estat independent en forma de república».
Tot seguit, va proposar al Parlament que se'n suspenguessin els efectes per tal de donar temps i espai a una mediació i negociació.
Un cop acabat el ple del Parlament, tots els diputats de Junts pel Sí i la CUP van signar la Declaració d'Independència de Catalunya.
El Govern espanyol va reaccionar a l'endemà enviant un requeriment en què es demanava l'aclariment de si s'havia declarat o no la independència. El termini per respondre era de 5 dies, i acabava el dilluns 16 a les 10 del matí. En el mateix requeriment el Govern d'Espanya afirmava que si la resposta era afirmativa, iniciaria el procediment per aplicar l'article 155 de la Constitució Espanyola.
Dilluns dia 16, el president Puigdemont va publicar la carta enviada al president Rajoy, on no aclaria si s'havia proclamat la independència, es proposaven dos mesos per començar negociacions entre ambdós governs i es demanava l'aturada de la repressió.
La resposta del Govern espanyol va ser la d'emplaçar a una resposta més aclaridora i donant temps fins dijous d'aquella setmana per fer-la efectiva, i negar qualsevol negociació en les condicions presents. En aquesta segona carta hi havia l'advertiment explícit de l'aplicació de l'article 155 de la Constitució Espanyola si la resposta no era l'adequada.

### Aplicació de l'article 155 de la Constitució Espanyola
Un consell de ministres extraordinari celebrat el dissabte 21 d'octubre va activar l'aplicació de l'article 155 de la Constitució Espanyola sobre el Govern de Catalunya. Les mesures demanades pel govern d'Espanya al Senat van ser la destitució del president i tota la resta del govern de la Generalitat, limitar les competències de la presidència del Parlament, poder vetar qualsevol llei aprovada pel Parlament i convocar eleccions autonòmiques abans de sis mesos. També es preveia que les funcions dels consellers serien assumides en un principi pels ministres equivalents. Amb aquesta mesura, i segons les declaracions de Mariano Rajoy es volia «tornar a la legalitat» i va remarcar que «això no és una suspensió de l'autonomia o de l'autogovern, es destitueixen les persones que han situat la Generalitat fora de la llei».

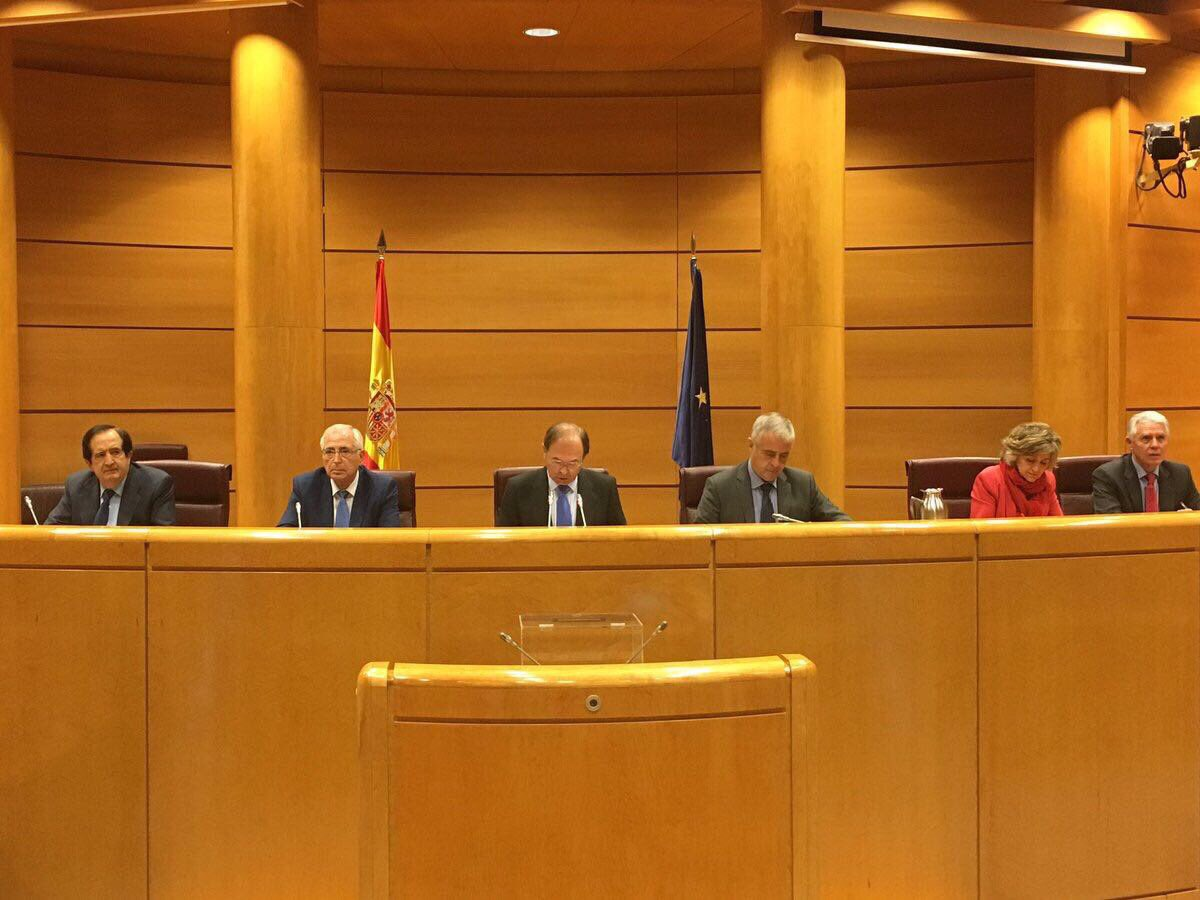
Comissió especial del Senat per a l'aplicació de l'article 155 (presidència).

En l'acord s'acordà prohibir a la Presidenta del Parlament proposar candidat a la presidència de la Generalitat ni poder celebrar cap debat d'investidura. També s'atorgà la possibilitat de poder vetar qualsevol llei o proposta que entri al Parlament en un marge de 30 dies o impedir que es voti. Pel que fa al control del Parlament, també es va indicar que les sessions de control al Govern seran cada dos mesos al Senat.
En les mesures aprovades al consell de ministres i enviades al Senat, també s'incloïa que el govern espanyol pot cessar tant al director de Televisió de Catalunya com el cap dels Mossos d'Esquadra. Respecte al cos policial, es preveu que els agents puguin ser substituïts per agents de la Guàrdia Civil o Policia Nacional També es permet la potestat d'«acordar el nomenament, cessament o substitució temporal de qualsevol autoritat i càrrec públic».
El senat va aprovar les mesures sol·licitades pel govern espanyol el 27 d'octubre per 214 vots a favor (PP, Foro Asturias, Unión del Pueblo Navarro, PSOE, Ciudadanos i Coalición Canaria), 47 en contra (Unidos Podemos i les seves confluències, Esquerra Republicana de Catalunya, Partit Nacionalista Basc i el PDeCAT) i una abstenció. Aquesta aprovació es va aprovar pocs minuts després que el Parlament de Catalunya proclamés la independència.

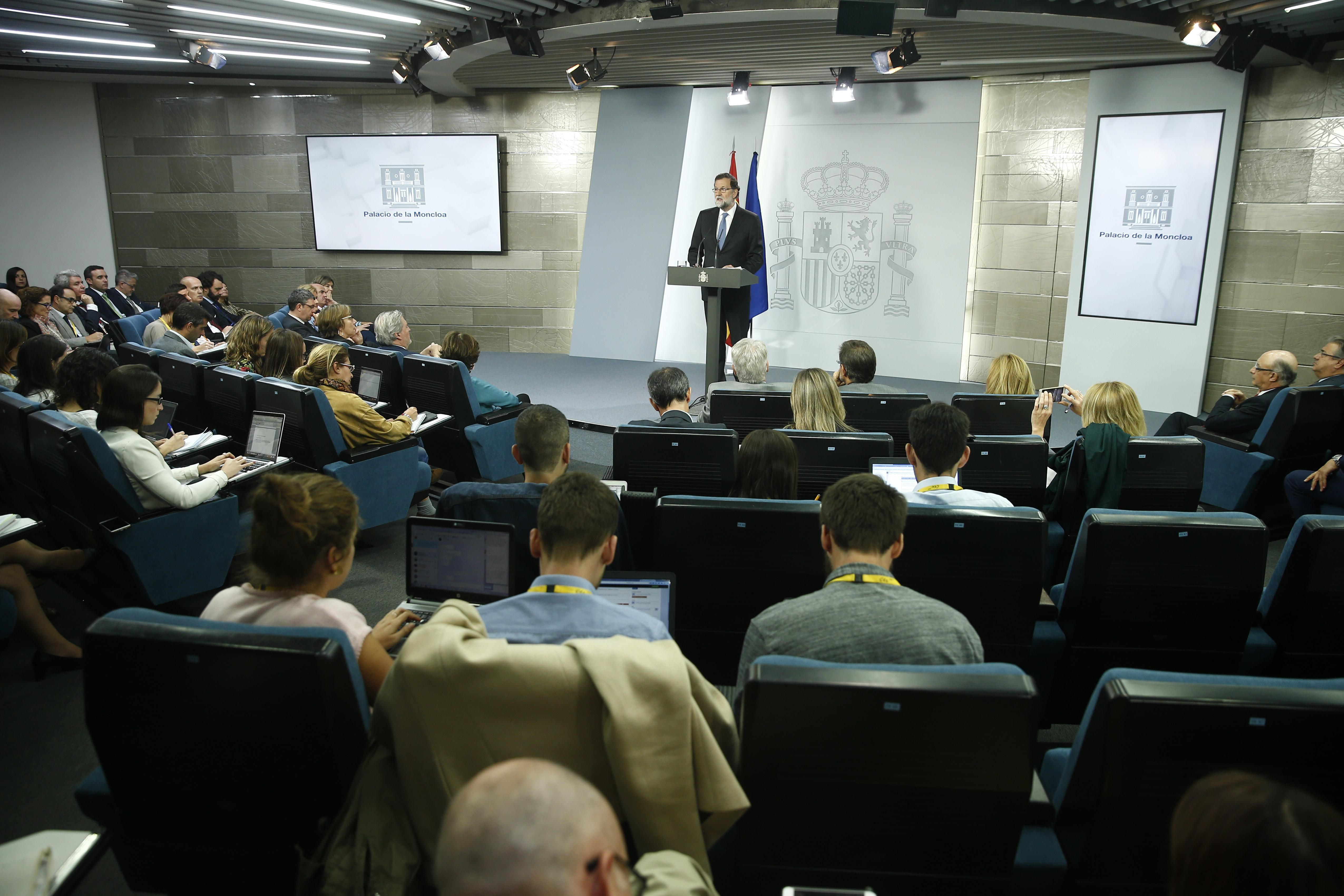
Mariano Rajoy anuncia el cessament del president de la Generalitat i tot el seu govern, la dissolució del Parlament de Catalunya i la convocatòria d'eleccions autonòmiques, previstes pel dia 21 de desembre.

Després de l'aprovació del senat, un consell de ministres el 27 d'octubre a la tarda va aprovar tot de mesures del 155: cessament del president de la Generalitat i tot el seu govern, dissolució del Parlament de Catalunya i convocatòria d'eleccions autonòmiques, previstes pel dia 21 de desembre. Es va decidir també que la funció de President de la Generalitat passaria al president Mariano Rajoy. També es va decidir tancar les delegacions de la Generalitat a l'exterior (excepte la de Brussel·les) i els respectius delegats, el Diplocat, el cessament del director de la policia, Pere Soler i el secretari general d'Interior Cesar Puig. En total es van cessar 141 càrrecs de confiança, com són caps de gabinet, de premsa, assessors, etc.
Poc després es va anunciar que es convocaven eleccions autonòmiques pel dia 21 de desembre. Tot i les reaccions inicials en contra i de boicot, els partits independentistes catalans van anunciar que s'hi presentarien.

## Proclamació de la República catalana
El divendres 27 d'octubre en un ple del Parlament sobre l'aplicació de l'article 155 de la constitució espanyola iniciat el dia abans, els grups parlamentaris de Junts pel Sí (JxS) i de Candidatura d'Unitat Popular - Crida constituent (CUP) van registrar una proposta de resolució on es proclamava la "República Catalana com a Estat independent i sobirà, de dret. democràtic i social".
Aquesta proposta va ser votada de forma secreta pel ple del parlament i va obtenir 70 vots favorables, 10 vots en contra i 2 vots en blanc. Els grups parlamentaris del PP, PSC i Ciutadans van abandonar el ple com a forma de protesta.

### «Govern legítim»
El dilluns 30 d'octubre es va conèixer que Carles Puigdemont i alguns dels seus consellers es trobaven a Brussel·les. A l'endemà, en una roda de premsa amb part del seu govern, va declarar que s'havien desplaçat a Brussel·les i que «Sóc aquí per a actuar amb llibertat. He vingut a Brussel·les perquè és un afer europeu». Ell i els consellers presents a la roda de premsa —Joaquim Forn, Dolors Bassa, Toni Comín, Meritxell Serret, Meritxell Borràs, Lluís Puig i Clara Ponsatí— juntament amb els consellers que es van quedar a Catalunya es van reivindicar com «el govern legítim». També va defensar el baix perfil mostrat des del divendres de la proclamació de la República, atès que es tenia informació de la disposició a l'ús de violència per part del govern espanyol. També va afirmar que no deixaria Brussel·les fins que la situació d'amenaça persistís.
El 9 de novembre de 2017 l'autodenominat govern legítim va publicar una carta on es deia que part del govern estava a l'exili mentre que l'altra part, amb el vicepresident i la resta de consellers a la presó. També es denunciava que el Parlament de Catalunya s'havia tancat «abans d'hora». i que «parlem d'una situació que és clarament contrària a l'Estat de dret i a l'ordenament de la Unió Europea». En la carta també s'anunciava que es posava «una estructura estable que posem en marxa avui per coordinar les accions del Govern».